# Downsville (Louisiane)
Downsville est un village de la paroisse de Lincoln, dans l'État de Louisiane, aux États-Unis. En 2020, il compte une population de 120 habitants.

## Démographie
Lors du recensement de 2010, le village comptait une population de 141 habitants, tandis qu'en 2020, elle s'élève à 120 habitants.